# Saint-Michel-en-Brenne
Saint-Michel-en-Brenne is een gemeente in het Franse departement Indre (regio Centre-Val de Loire) en telt 324 inwoners in 2011 (310 inw - 2007, 308 inw - 1999). De plaats maakt deel uit van het arrondissement Le Blanc.

## Geografie
De oppervlakte van Saint-Michel-en-Brenne bedraagt 49,4 km², de bevolkingsdichtheid is 6,2 inwoners per km².
De onderstaande kaart toont de ligging van Saint-Michel-en-Brenne met de belangrijkste infrastructuur en aangrenzende gemeenten.

## Demografie
Onderstaande figuur toont het verloop van het inwonertal (bron: INSEE-tellingen).

## Bezienswaardigheden
- De Saint Michel kerk uit de 15de eeuw.
- Overblijfselen van de Abdij uit 632 die in 1793 werd verwoest.